# San Francisco de Gavia
San Francisco de Gavia är en ort i Mexiko.   Den ligger i kommunen Romita och delstaten Guanajuato, i den centrala delen av landet, 300 km nordväst om huvudstaden Mexico City. San Francisco de Gavia ligger 1 756 meter över havet och antalet invånare är 304.
Terrängen runt San Francisco de Gavia är en högslätt. Runt San Francisco de Gavia är det ganska tätbefolkat, med 116 invånare per kvadratkilometer. Närmaste större samhälle är Romita, 12,6 km nordost om San Francisco de Gavia. Trakten runt San Francisco de Gavia består till största delen av jordbruksmark.